# Zdětín (okres Prostějov)
Zdětín je obec v okrese Prostějov v Olomouckém kraji. Žije zde 386 obyvatel. Součástí obce je i osada Bělecký mlýn.

## Historie
Blízké okolí místa, kde obec vznikla, bylo osídleno již před naším letopočtem. První písemná zmínka o obci pochází z roku 1368. Původní obec Zdětín vznikla roku 1785 zrušením panského dvora. Samostatná byla do roku 1843, kdy se neoficiálně spojila s osadou Nechutín, od roku 1919 i v podstatných záležitostech.

## Obyvatelstvo

### Struktura
Vývoj počtu obyvatel za celou obec i za jeho jednotlivé části uvádí tabulka níže, ve které se zobrazuje i příslušnost jednotlivých částí k obci či následné odtržení.
| Místní části   | Místní části | 1869 | 1880 | 1890 | 1900 | 1910 | 1921 | 1930 | 1950 | 1961 | 1970 | 1980 | 1991 | 2001 | 2011 | 2021 |
| -------------- | ------------ | ---- | ---- | ---- | ---- | ---- | ---- | ---- | ---- | ---- | ---- | ---- | ---- | ---- | ---- | ---- |
| Počet obyvatel | část Zdětín  | 478  | 532  | 501  | 477  | 502  | 502  | 491  | 440  | 427  | 374  | 320  | 277  | 289  | 293  | 360  |
| Počet domů     | část Zdětín  | 82   | 90   | 90   | 90   | 97   | 99   | 105  | 172  | 117  | 111  | 94   | 117  | 121  | 134  | 151  |

## Obecní správa

### Obecní symboly
Znak a vlajka byly obci uděleny rozhodnutím předsedy Poslanecké sněmovny Parlamentu České republiky dne 19. ledna 2007.

## Pamětihodnosti
- Novogotická rustikální kaple svaté Anny na návsi z roku 1847 byla postavena za 1 200 zlatých, opravy se dočkala roku 2006.
- Pomník obětem světových válek nacházející se před kaplí.
- Stará studna Haltýř byla součástí panského dvora, zachovala se do současnosti a je stále vydatným zdrojem vody.
- Chráněná oblast přírodní rezervace Na Hůrkách se rozkládá na stráních a kolem vrcholku kopce Bílá hora, který se nachází na severovýchod od obce.[4]

## Osobnosti
- Oldřich Lasák (1884-1968), malíř, ilustrátor, grafik a prozaik

## Spolky v obci

### Sbor dobrovolných hasičů
V obci působí sbor dobrovolných hasičů a je zařazen v 11. okrsku – Kostelec na Hané. V tomto okrsku jsou i obce Bílovice, Lutotín, Lešany a Ohrozim. Sbor byl založen roku 1882 a stále působí.

### Tělocvičná jednota SOKOL
Jednota v obci vznikla roku 1919.

## Galerie

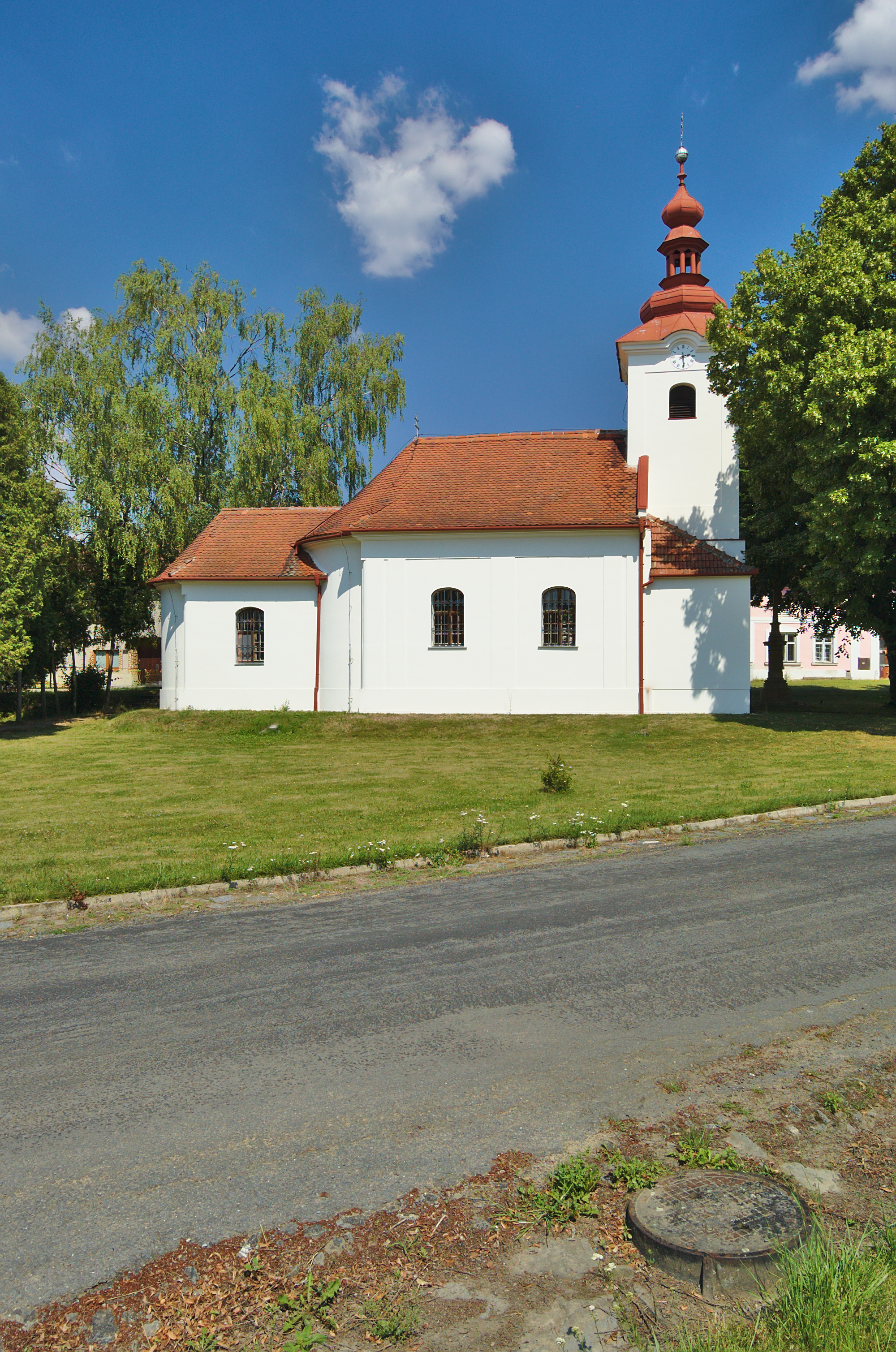
Kaple svaté Anny
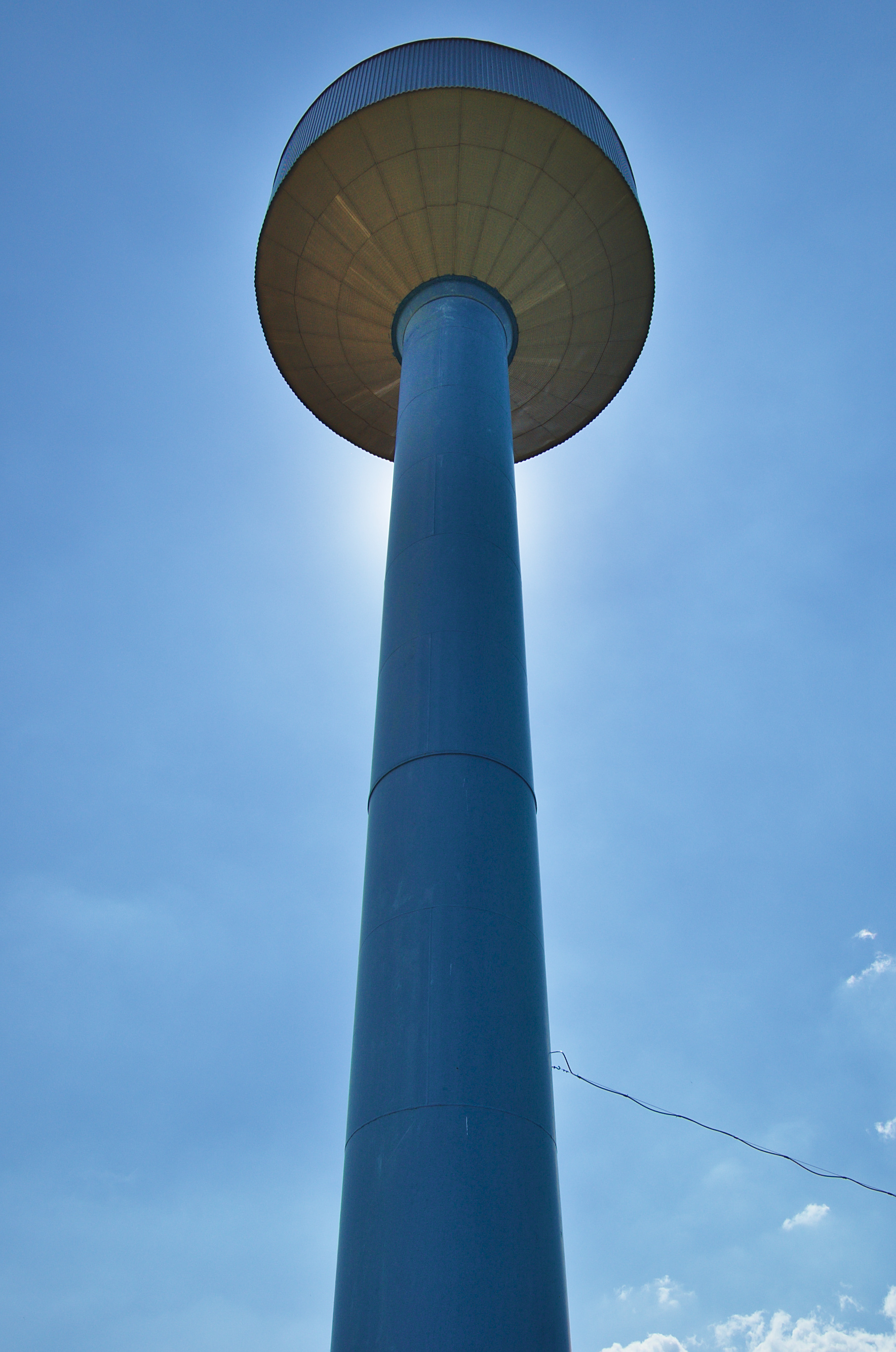
Vodojem za obcí
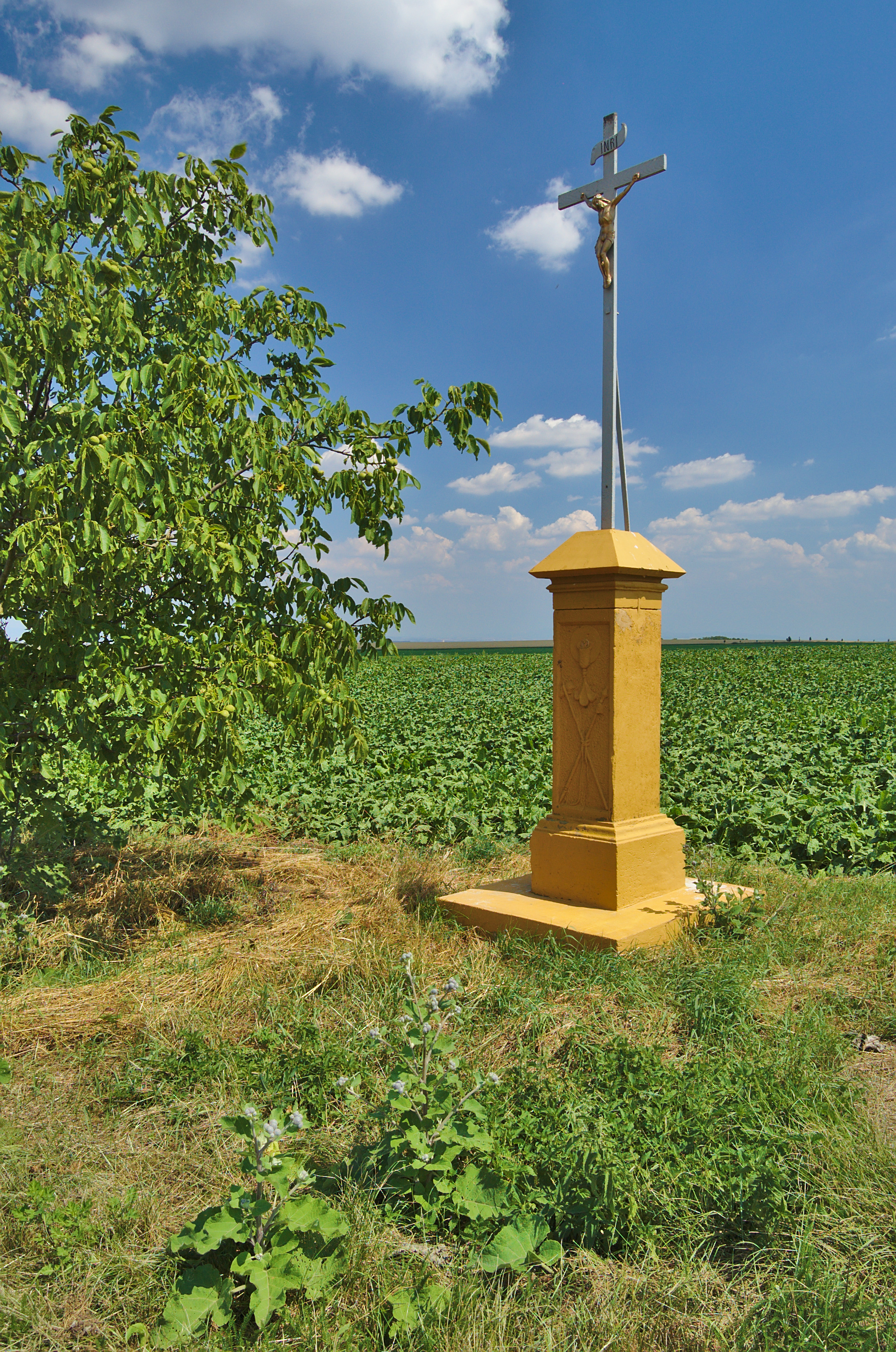
Kříž na polní cestě z Vícova do Zdětína
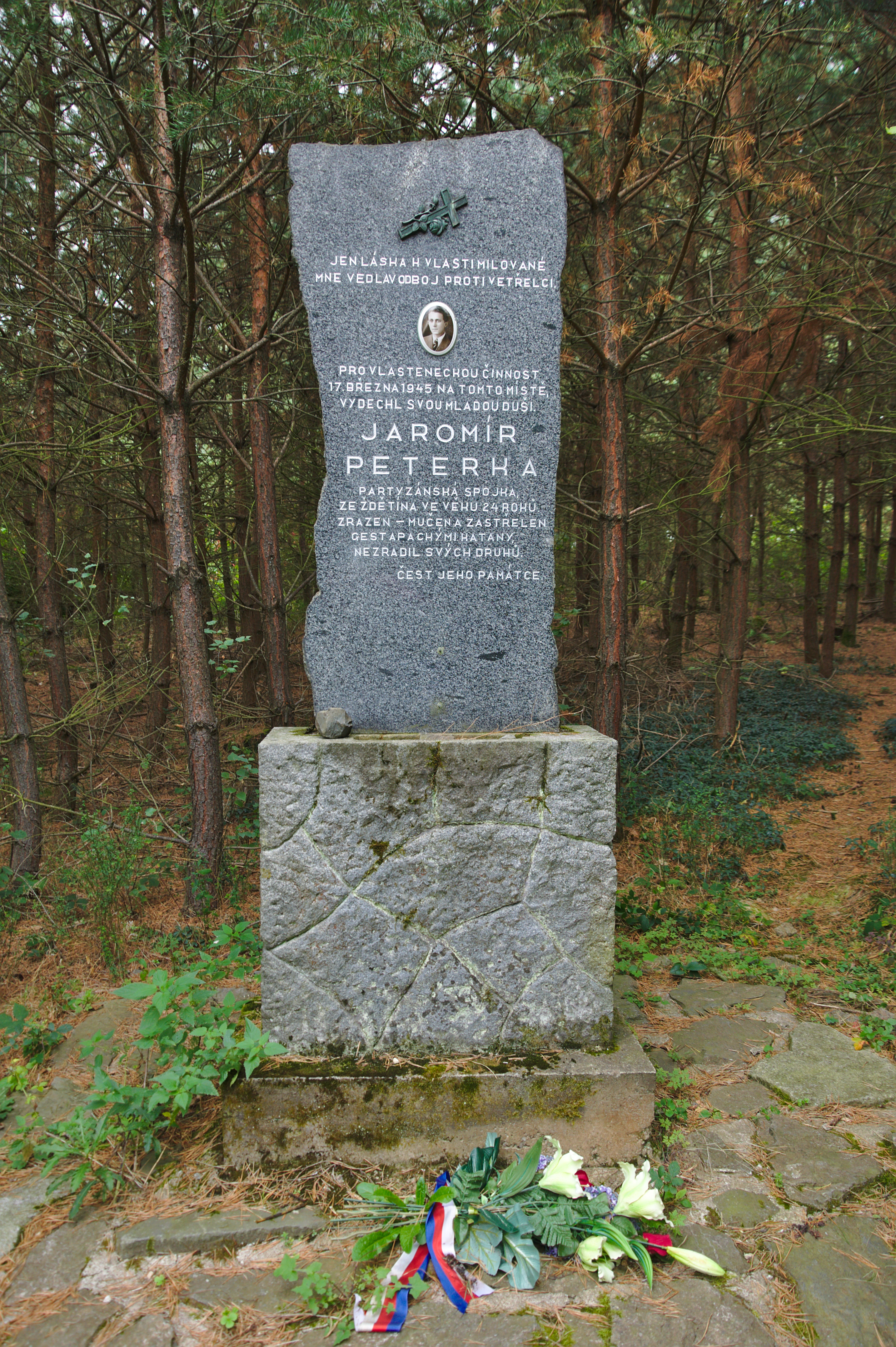
Pomník Jaromíra Peterky
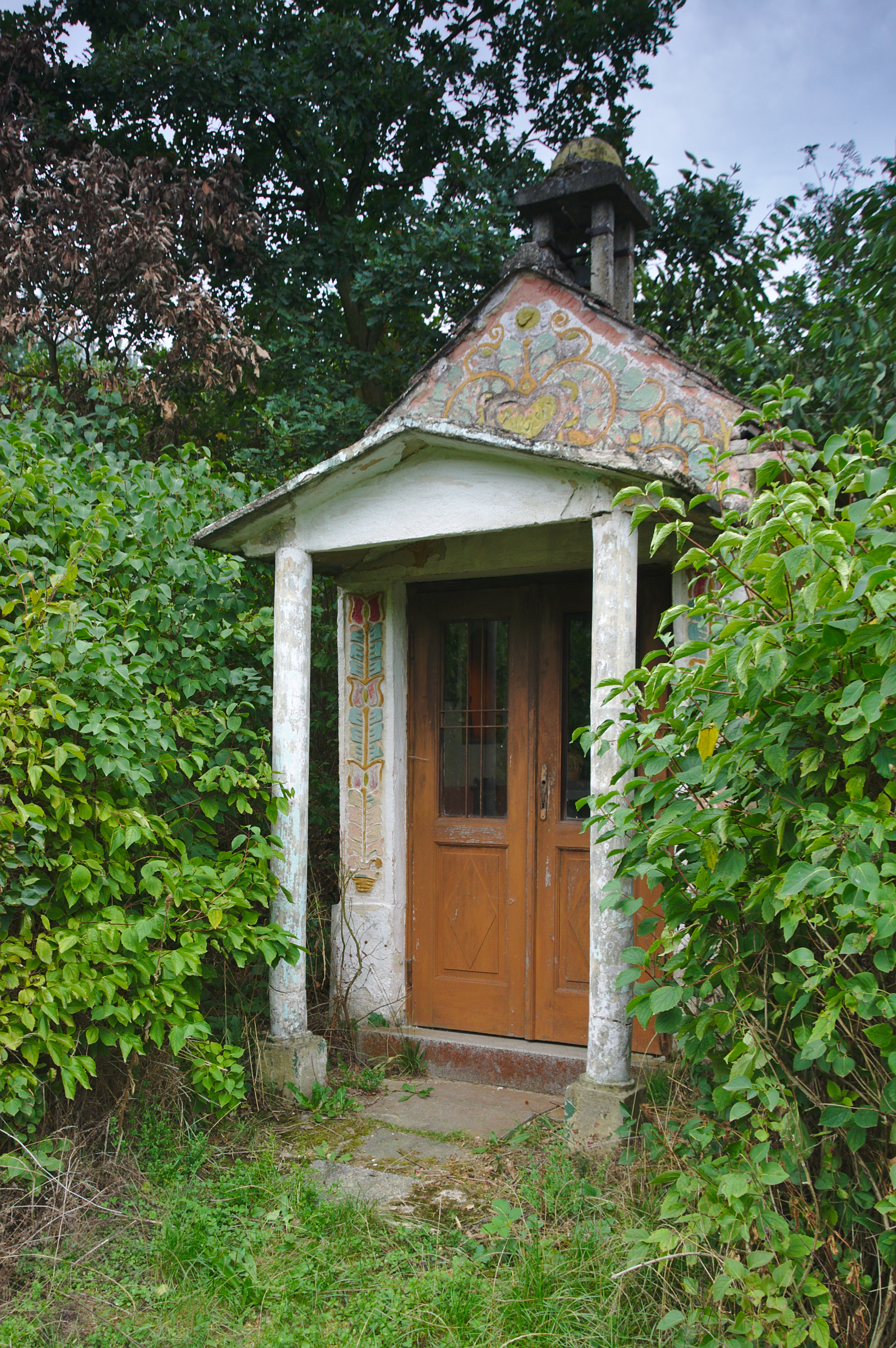
Kaplička v chatové osadě Mokřiny
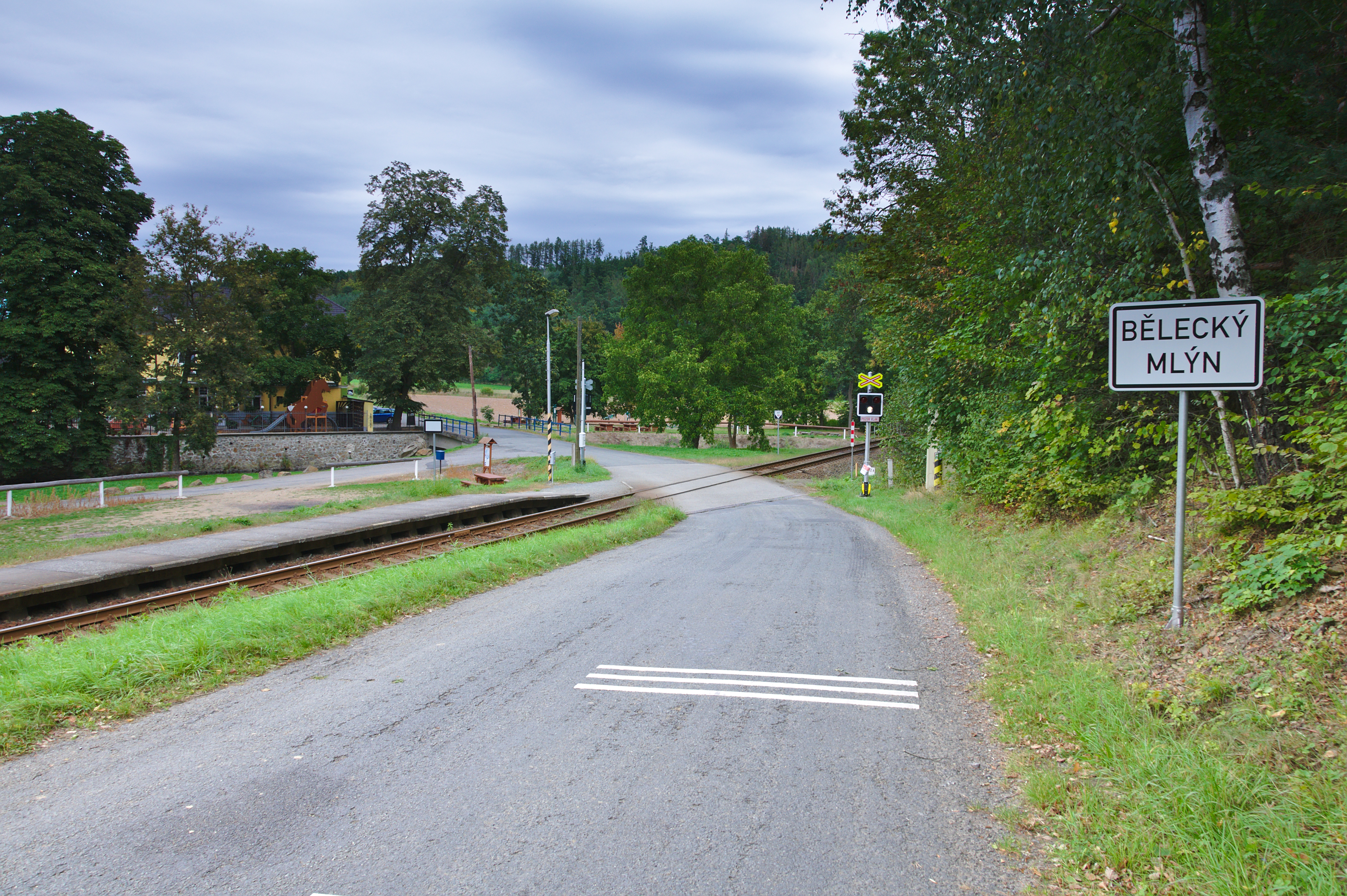
Osada Bělecký mlýn
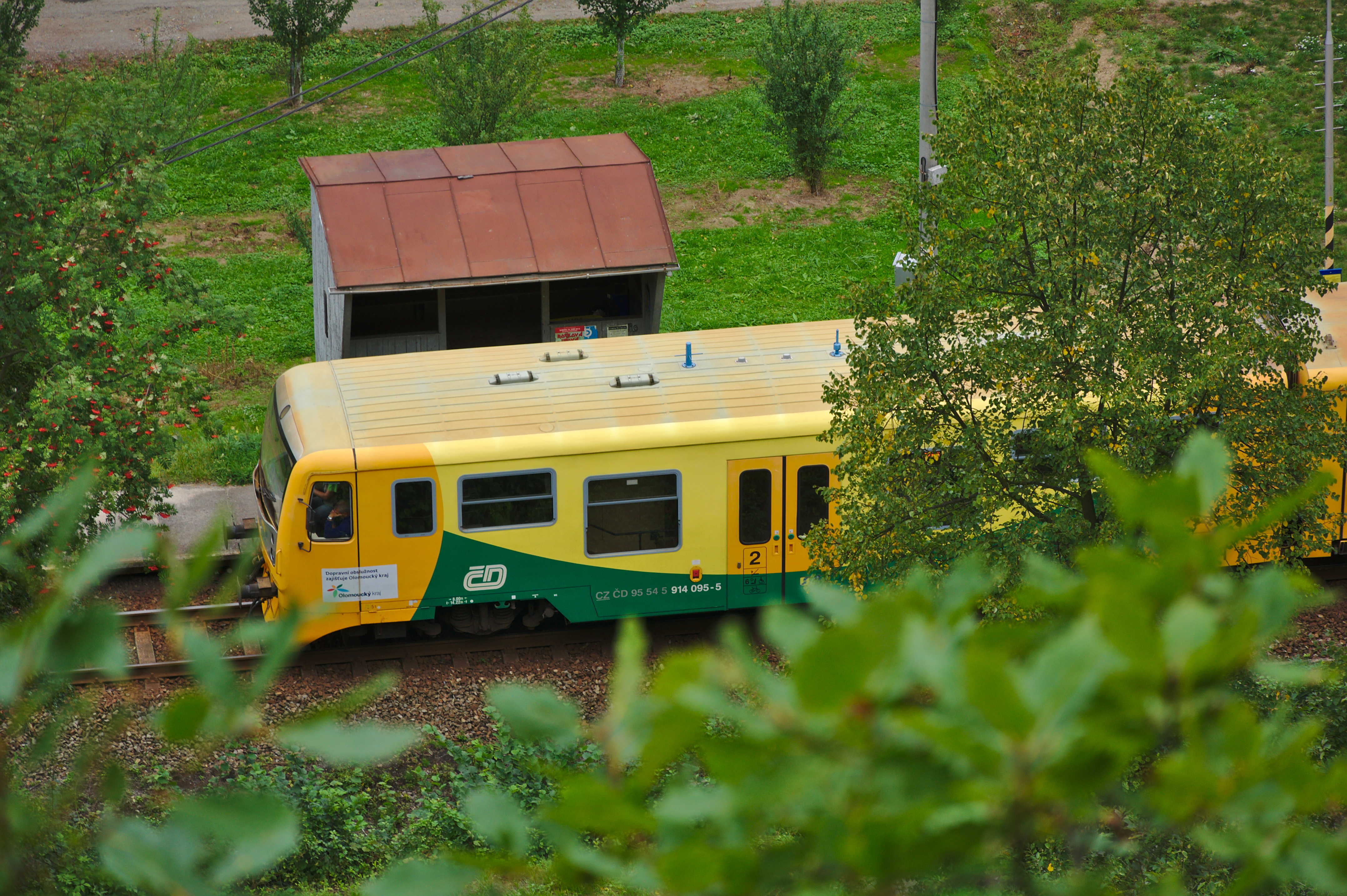
Vlaková souprava v zastávce Zdětín